# IPv6
IPv6 (angleško »Internet Protocol version 6«, internetni protokol verzije 6) je protokol omrežne plasti namenjen naslavljanju naprav v omrežju. Je naslednik protokola IPv4.

## Format naslova IPv6
Naslov je oblike X:X:X:X:X:X:X:X, kjer X predstavlja 16-bitno šestnajstiško število.
Primer naslova:
```
2001:db8:85a3:0:0:8a2e:370:7334
```

Velja:
- vodilne ničle niso obvezne, kar pomeni, da je 09C0 enako 9C0 in 0000 enako 0
- sosedje ničelnih polj se lahko predstavi kot ::
- nedodeljen naslov je predstavljen z ::

Primer ekvivalentnih naslovov:
```
2001:0db8:0000:0000:0000:0000:1428:57ab
2001:0db8:0:0:0:0:1428:57ab
2001:0db8::1428:57ab
2001:db8::1428:57ab
```

Sam naslov se deli na del, ki predstavlja naslov omrežja in del, ki predstavlja naslov naprave v tem omrežju.
Vzemimo naslednji naslov v notaciji CIDR.
```
 2001:db8::1428:57ab:48
```

Naslov omrežja predstavlja:
```
2001:db8:0
```

Naslov naprave v tem omrežju pa:
```
0:0:0:1428:57ab
```

## Lastnosti in prednosti
- Večji naslovni prostor
IPv6 podpira naslovni prostor v velikosti 2128, kar je približno 3,4 x 1038 naslovov. Za boljšo predstavo, to je približno 5 x 1028 naslovov za vsakega od približno 6,5 milijard ljudi ali še drugače pogledano 6,0 x 1023 različnih naslovov na m2 zemlje.
  - večja fleksibilnost
  - auto-konfiguracija, ki vključuje fizične naslove vmesnikov v naslovni prostor
  - spreminjanje javnih v privatne naslove brez mehanizma NAT
  - agregacija naslovov

- Enostavnejša glava
  - učinkovitejše usmerjanje
  - ni broadcastov in zato tudi pojava broadcast-storm
  - oznake flow labels za nadzor prometa

- Mobilnost in varnost
  - mobilnost vgrajena v sam IPv6
  - vgrajena uporaba IPsec

## Tipi naslovov

### Unicast

#### Globalen
Ekvivalent IPv4 global unicast naslovu.
Naslovni prostor global unicast naslovov je zaenkrat »le« 2000::/3.

#### Rezerviran
Uporabljen s strani IETF in predstavlja približno 0,4 % celotnega naslovnega prostora IPv6.

#### Private
- Site-local
Site-local naslovi omogočajo naslavljanje znotraj nekega lokalnega območja, npr. organizacije.
V šestnajstiški obliki, se site-local naslovi začnejo z FEC, FED, FEE, FEF.
- Link-local
Link-local naslovi predstavljajo nov koncept. Kot je že iz imena razvidno, se nanašajo le na določeno fizično povezavo. Ti naslovi se uporabljajo le na komunikaciji na povezavah in jih uporablja veliko IPv6 usmerjevalnih protokolov.
V šestnajstiški obliki, se link-local naslovi začnejo z FE8, FE9, FEA, FEB.

#### Loopback
Za razliko od IPv4, ima IPv6 le en naslov loopback, ki je:
```
0000:0000:0000:0000:0000:0000:0000:0001, ki je lahko pisan tudi ::1
```

#### Nedefiniran
Uporablja se kot izvorni naslov pri paketih, ki poizvedujejo po IP naslovu.
```
::
```

### Multicast
Naslov multicast omogoča bolj učinkovito uporabo omrežja in ga poznamo že iz protokola IPv4. Naslovi Multicast se nanašajo na neko določeno skupino naprav v omrežju, kar pomeni, da vse naprave v skupini prejmejo paket.

### Anycast
V protokolu IPv6 kot samem, je to nov tip naslovov in je nekaj vmesnega med naslovi multicast in unicast. Naslovi Anycast se tako kot naslovi multicast nanašajo na skupino naprav v omrežju, glavna razlika je, da se paket prenese le eni napravi v skupini. Navadno je to naprava, ki je najbližje.

## Nastavitev IPv6 naslovov

### Statična nastavitev
- ročna nastavitev
Dejanski naslov vnesemo ročno.
- EUI-64 nastavitev
Nastavimo le naslov omrežja, naslov naprave v omrežju pa se izpelje iz fizičnega naslova vmesnika.

### Dinamična nastavitev
- auto-konfiguracija stateless
Ena izmed ključnih prednosti in lastnosti protokola IPv6. Auto-konfiguracija statless uporabi informacijo od oglaševalskih paketov, ki jih pošiljajo usmerjevalniki. S pomočjo usmerjevalnika se tako nastavi naslov omrežja, naslov naprave v tem omrežju pa se sestavi iz fizičnega naslova vmesnika.
- DHCPv6
Posodobljena verzija protokola DHCP, ki je prisoten pri IPv4.